# George Fisher (acteur)
Pour les articles homonymes, voir George Fisher et Fisher.
George Fisher (né le 10 août 1891 à Republic, dans le Michigan et mort le 13 août 1960  à Sawtelle, un district de Los Angeles, dans le Westside, dans le comté de Los Angeles, en Californie) est un acteur américain.

## Filmographie partielle
- 1912 : La Colleen Bawn (The Colleen Bawn) de Sidney Olcott
- 1913 : The Way of a Mother de Charles Giblyn
- 1913 : Le Désastre (The Battle of Gettysburg) de Thomas H. Ince et Charles Giblyn
- 1914 : The Courtship of O San de Charles Miller
- 1915 : College Days de Scott Sidney
- 1915 : Winning Back de Reginald Barker
- 1915 : The Roughneck de William S. Hart et Clifford Smith
- 1915 : The Artist's Model de Richard V. Spencer
- 1915 : The Man from Nowhere de William S. Hart
- 1915 : Rumpelstiltskin) de Raymond B. West
- 1915 : The Affiancéd Wife
- 1915 : Her Easter Hat de Jay Hunt
- 1915 : The Darkening Trail de William S. Hart
- 1915 : Hearts and Swords de Jay Hunt
- 1915 : The Tide of Fortune de Jay Hunt
- 1915 : A Case of Poison de Scott Sidney
- 1915 : The Man Who Went Out de Jay Hunt
- 1915 : The Play of the Season de Tom Chatterton
- 1915 : When the Tide Came In de Tom Chatterton
- 1916 : Lovers and Lunatics d'Horace Davey
- 1916 : Civilisation de Reginald Barker, Thomas H. Ince et R. B. West
- 1916 : Shell 43 de Reginald Barker
- 1917 : Le Soupçon (Environment) de James Kirkwood Sr.
- 1917 : La Gentille Intruse (The Gentle Intruder) de James Kirkwood Sr.
- 1917 : Pride and the Man d'Edward Sloman
- 1917 : Alimony de Emmett J. Flynn
- 1917 : The Wax Model de E. Mason Hopper
- 1918 : A Little Sister of Everybody de Robert Thornby
- 1919 : Hearts Asleep de Howard Hickman
- 1919 : Rose o' the River de Robert Thornby
- 1920 : La Proie (The Woman in His House) de John M. Stahl
- 1920 : The Prince of Avenue A de John Ford
- 1920 : The Land of Jazz de Jules Furthman
- 1921 : Sure Fire de John Ford
- 1921 : Beach of Dreams de William Parke
- 1921 : Moonlight Follies de King Baggot
- 1921 : Hearts of Youth de Millard Webb
- 1922 : Domestic Relations de Chester Withey
- 1924 : Excitement de Robert Hill
- 1924 : The Bowery Bishop de Colin Campbell
- 1925 : Justice of the Far North de Norman Dawn
- 1929 : Black Hills de Norman Dawn